# Puerto Yeruá
Puerto Yeruá est une localité rurale argentine située dans le département de Concordia et dans la province d'Entre Ríos.

## Géographie
Puerto Yeruá est bordée à l'ouest par la commune d'Estancia Grande et au sud par le ruisseau Yeruá qui la sépare des communes rurales de Clodomiro Ledesma et de Nueva Escocia. Au nord et à l'est se trouve le fleuve Uruguay.

## Histoire
En 1835, l'Écossais Donald Campbell s'est installé à Estancia Grande pour se consacrer à l'élevage de moutons pour la production de laine, qui était exportée à Londres, au Royaume-Uni, par son propre port situé dans l'actuel Puerto Yeruá. La région a été dynamisée par la création de la colonie nationale de Yeruá par une loi adoptée le 20 novembre 1888, où se sont installés des immigrants de 17 nationalités. Cette date est considérée comme la date de fondation. Le 5 février 1889, le gouvernement national a émis un décret établissant de manière permanente le Puerto de la Colonia Yeruá, sous l'autorité de l'administration des douanes et des revenus de Concordia.

## Religion
| Diocèse  | Concordia           |
| -------- | ------------------- |
| Paroisse | San Isidro Labrador |